# Lausitzer Füchse
Lausitzer Füchse (pol. "Łużyckie Lisy") – niemiecki klub hokejowy z siedzibą w mieście Weißwasser/Oberlausitz w Saksonii.

## Informacje ogólne
- Pełna nazwa: Eishockey Club Lausitzer Füchse
- Rok założenia: 1932
- Barwy: biało-niebiesko-żółto-czerwone
- Lodowisko: Eisstadion Weißwasser
- Adres: Prof.-Wagenfeld-Ring 6c, 02943 Weißwasser/Oberlausitz
- Pojemność: 2750

## Historia

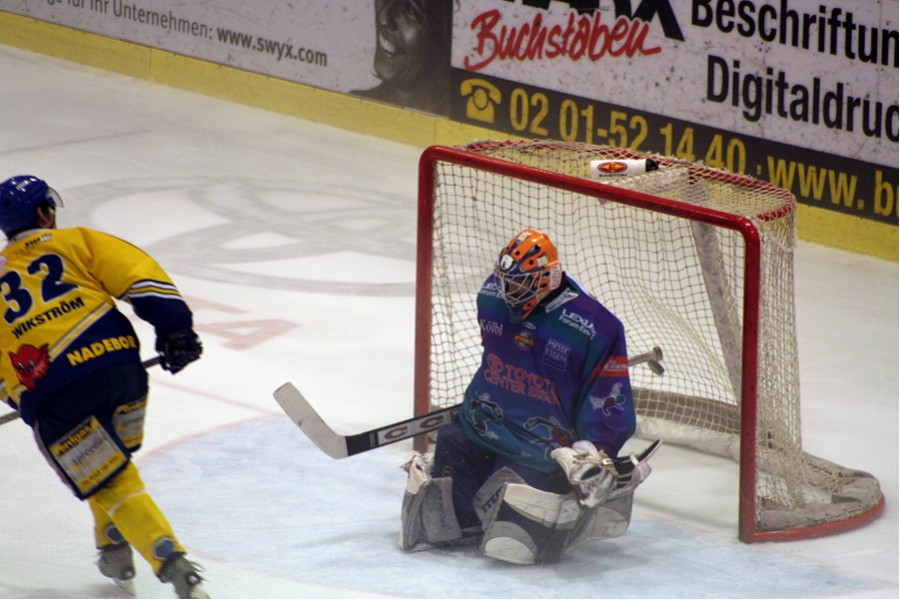
Zawodnik Lausitzer Füchse Matthias Wikström (żółty strój) w sezonie 2005/2006.

Klub został założony w 1932 roku jako Eishockey Weißwasser. Swoje największe sukcesy klub odnosił po II wojnie światowej, kiedy pod nazwą SG Dynamo Weißwasser 25 razy zostawał mistrzem NRD.
Po zjednoczeniu Niemiec klub nie był już tak silny. Przez kilka lat występował w DEL, jednak następnie popadł w kłopoty finansowe i spadł do II Bundesligi. W tej lidze najczęściej broni się przed spadkiem do niższej klasy rozgrywkowej, choć w sezonie 2008/09 dotarł do półfinału.
Do 2013 drużyna występowała w 2. Bundeslidze, a następnie w DEL2.
Dotychczasowe nazwy klubu
- 1932 Gemeinschaft Eishockey
- 1950 BSG Ostglas Weißwasser
- 1952 BSG Chemie Weißwasser
- 1953 SG Dynamo Weißwasser
- 1990 PEV Weißwasser
- 1991 ES Weißwasser
- 1994 ESG Sachsen „Die Füchse" Weißwasser/Chemnitz
- 2002 EHC Lausitzer Füchse GmbH

## Sukcesy
- Mistrzostwo NRD (25 razy): 1951, 1952, 1953, 1954, 1955, 1956, 1957, 1958, 1959, 1960, 1961, 1962, 1963, 1964, 1965, 1969, 1970, 1971, 1972, 1973, 1974, 1975, 1981, 1989, 1990
- Wicemistrzostwo NRD: 1979
- Pierwsze miejsce w Turnieju Barbórkowym: 1969[1], 1979[2]
- Ćwierćfinał DEL: 1995
- Półfinał 2. Bundesligi: 2008/09

## Zawodnicy
- W zespole ES Weißwasser grali Eduard Zankawiec i Aleksiej Pogodin, a w Lausitzer Füchse Branislav Jánoš.
- Od 2009 do 2011 roku w klubie występował polski napastnik Jakub Wiecki[3][4]. Od 2013 zawodnikiem klubu jest Adam Domogała.
- Po zakończeniu sezonu 2009/2010 Polskiej Ligi Hokejowej swój udział w testach w klubie zapowiedzieli inni polscy zawodnicy: Paweł Dronia (wówczas Zagłębie Sosnowiec)[5], Tomasz Malasiński (Podhale Nowy Targ)[6] oraz Mateusz Rompkowski (Stoczniowiec Gdańsk)[7]. Klub był także zainteresowany zatrudnieniem polskiego bramkarza, Przemysława Odrobnego (Stoczniowiec). Ostatecznie żaden z hokeistów nie uzyskał angażu w klubie.
- Na testach w 2010 roku przebywali także młodzi polscy zawodnicy z Tychów, Sosnowca oraz Gdańska. Na 9 zawodników do młodzieżówki dostało się 7 zawodników, w tym bramkarz[8].
- W listopadzie w 2012 roku w okresie lokautu w sezonie NHL (2012/2013) z klubem był związany kontraktem z słowacki bramkarz Jaroslav Halák[9]. W drużynie rozegrał jeden mecz.